# Pieter Post

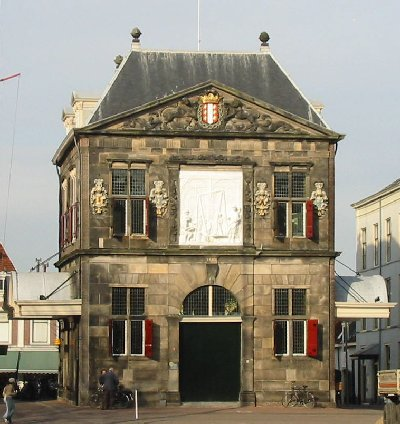
Waage von Gouda, Architektonischer Entwurf Pieter Post

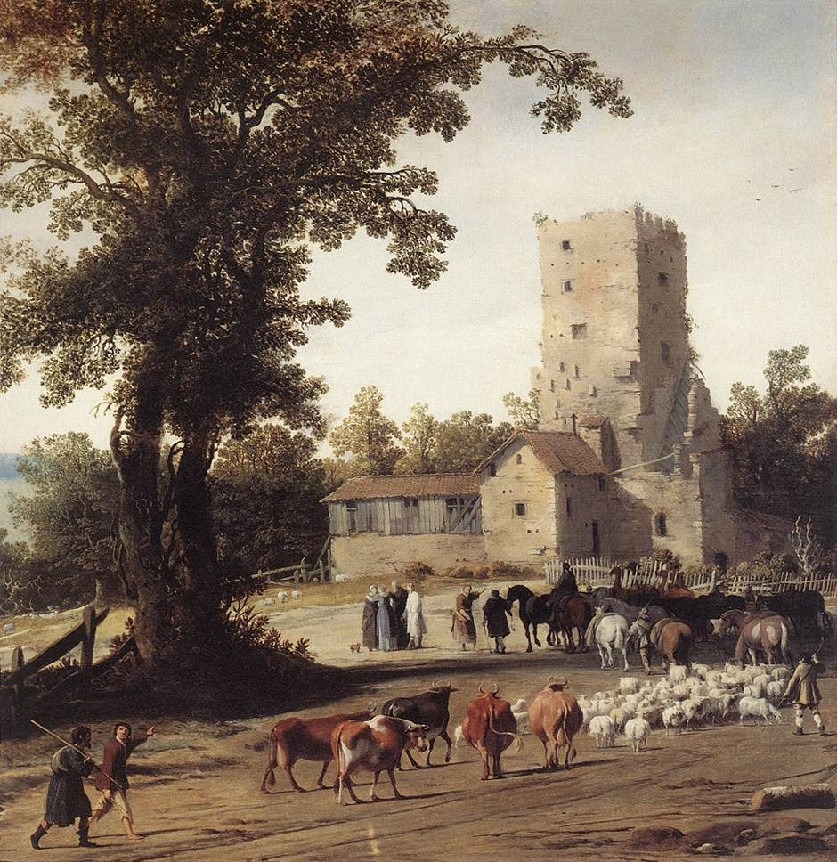
Landschaft, Pieter Post ca. 1630

Pieter Post (* 1. Mai 1608 in Haarlem; † 2. Mai 1669 in Den Haag) war ein holländischer Architekt, Ingenieur und Maler.

## Leben
Der Sohn des gleichnamigen Glasmalers Pieter Post erlangte als Exponent einer holländischen klassizistischen Architektur Berühmtheit. Er verbrachte einen mehrjährigen Studienaufenthalt als junger Maler in Rom und beteiligte sich zusammen mit seinem Bruder Frans Post an der Expedition des Grafen Johann Moritz von Nassau-Siegen nach Brasilien (1637–1644), bei der er den Plan der 1639 gegründeten Stadt Moritzstadt (heute Recife) mit Befestigungsanlagen, Regierungspalast und Kirche entwarf. Zurück in Holland entwarf er bekannte, heute denkmalgeschützte Stadthäuser, Landhäuser und Waaggebäude oft mit einer charakteristischen zentralen Halle mit einer Cupola, gekrönt von einem achteckigen Turm. Wie viele Architekten seiner Zeit entwarf er auch Innenräume. 1648 erhielt er eine offizielle Position in Den Haag.
Pieter Post ließ im Auftrag von Johann Moritz von Nassau-Siegen die Schwanenburg, das Wahrzeichen der Stadt Kleve, in den Jahren 1663 bis 1666 in ein schlichtes niederländisches Barockschloss umbauen. Als Neubauten entwarf Pieter Post in Kleve den Sitz Haus Freudenberg und den Prinzenhof, die persönliche Residenz von Johann Moritz, beide wurden durch alliierte Luftangriffe im Zweiten Weltkrieg zerstört und nicht wieder aufgebaut.
Obwohl Pieter Post vor allem als Architekt erfolgreich war, begann er als ein ausgebildeter Maler, der wie sein Bruder Frans Post Landschaften und Schlachtszenen malte. Von jenen Malern, die zur Van-de-Velde-Schule gerechnet werden, war Pieter Post sicherlich der individuellste.
Nach seinem Tod 1669 übernahm sein Sohn Maurits Post seine Projekte.

## Werke (Auswahl)
Post war für den Bau des 1642 eingeweihten Hofwijck verantwortlich. Entworfen hatten es Jacob van Campen zusammen mit dem Bauherrn Constantijn Huygens. Bekannte architektonische Entwürfe von Pieter Post in Holland sind:
- 1642–0000: Haus Dedel (Den Haag),
- 1643–0000: Haus Prinsengracht 4 (Den Haag),
- 1645–1650: Huis ten Bosch (Den Haag),
- 1645–1648: Haus Swanenburg (Halfweg),
- 1647–1667: Oostkerk (Middelburg),
- 1649–1653: Haus De Onbeschaamde (Dordrecht),
- 1652–1657: Gebäude van de Staten van Holland (Den Haag),
- 1655–0000: Johan de Witt-Haus (Den Haag),
- 1657–1658: Waage von Leiden,
- 1659–1685: Stadhuis (Maastricht),
- 1659–1662: Pulverhaus (Delft),
- 1660–0000: Hofje van Nieuwkoop (Den Haag),
- 1661–1662: Turmanteil van Lambertuskerk (Buren),
- 1662–1665: Kastell Heeze (Heeze),
- 1662–1667: Ordensschloss Sonnenburg (Sonnenburg Nm.),
- 1668–0000: Waage von Gouda
- 1669–1672: Hervormde Kerk in Vaals

### Malerei
- Gefecht, um 1631, Öl auf Holz 26,7 × 39,3 cm, Wallraf-Richartz-Museum, Köln